# Пунгерт (Шкофя Лока)
Пунгерт (словен. Pungert) — поселення в общині Шкофя Лока, Горенський регіон, Словенія. Висота над рівнем моря: 340,4 м.